# Episymploce himalayica
Episymploce himalayica es una especie de cucaracha del género Episymploce, familia Ectobiidae.

## Distribución
Esta especie se encuentra en India y Nepal.